# Bajiazi, Jilin
Bajiazi är en köping i Kina. Den ligger i provinsen Jilin, i den nordöstra delen av landet, omkring 350 kilometer sydost om provinshuvudstaden Changchun. Antalet invånare är 21 990. Befolkningen består av 10 825 kvinnor och 11 165 män. Barn under 15 år utgör 5,0 %, vuxna 15-64 år 81 %, och äldre över 65 år 13,0 %.
Runt Bajiazi är det ganska glesbefolkat, med 34 invånare per kvadratkilometer. Närmaste större samhälle är Helong, 16,9 km sydväst om Bajiazi. Trakten runt Bajiazi består till största delen av jordbruksmark.
Genomsnittlig årsnederbörd är 952 millimeter. Den regnigaste månaden är juli, med i genomsnitt 235 mm nederbörd, och den torraste är januari, med 7 mm nederbörd.